# Seututie 310
Pour les articles homonymes, voir Route 310.
La route régionale 310 (finnois : Seututie 310) est une route régionale allant de Valkeakoski jusqu'à Kangasala en Finlande,,.

## Présentation
La seututie 310 est une route régionale de Pirkanmaa.